# سارتروویل
شهر سارتروویل (به فرانسوی: Sartrouville) در شهرستان ایولین در ناحیه ایل-دو-فرانس با جمعیت ۵۲٬۰۹۰ نفر در کشور فرانسه واقع شده‌است